# Морристаун (тауншип, Миннесота)
Морристаун (англ. Morristown) — тауншип в округе Райс, Миннесота, США. На 2000 год его население составило 665 человек.

## География
По данным Бюро переписи населения США площадь тауншипа составляет 90,9 км², из которых 86,8 км² занимает суша, а 4,1 км² — вода (4,50 %).

## Демография
По данным переписи населения 2000 года здесь находились 665 человек, 240 домохозяйств и 191 семья.  Плотность населения —  7,7 чел./км².  На территории тауншипа расположено 259 построек со средней плотностью 3,0 построек на один квадратный километр. Расовый состав населения: 99,85 % белых и 0,15 % приходится на две или более других рас. Испанцы или латиноамериканцы любой расы составляли 0,45 % от популяции тауншипа.
Из 240 домохозяйств в 35,8 % воспитывались дети до 18 лет, в 73,3 % проживали супружеские пары, в 2,9 % проживали незамужние женщины и в 20,4 % домохозяйств проживали несемейные люди. 18,3 % домохозяйств состояли из одного человека, при том 8,3 % из — одиноких пожилых людей старше 65 лет. Средний размер домохозяйства — 2,77, а семьи — 3,17 человека.
26,8 % населения — младше 18 лет, 6,0 % — в возрасте от 18 до 24 лет, 26,9 % — от 25 до 44, 25,3 % — от 45 до 64, и 15,0 % — старше 65 лет. Средний возраст — 40 лет. На каждые 100 женщин приходилось 103,4 мужчин.  На каждые 100 женщин старше 18 приходилось 102,1 мужчин.
Средний годовой доход домохозяйства составлял 51 932 доллара, а средний годовой доход семьи —  56 364 доллара. Средний доход мужчин —  38 750  долларов, в то время как у женщин — 24 722. Доход на душу населения составил 20 340 долларов. За чертой бедности находились 4,0 % семей и 4,9 % всего населения тауншипа, из которых 2,6 % младше 18 и 11,7 % старше 65 лет.